# Беспалов, Михаил Гаврилович
Михаил Гаврилович Беспалов (1912—1973) — капитан 1-го ранга ВМФ СССР, участник Хасанских боёв и советско-японской войны, Герой Советского Союза (1945).

## Биография
Михаил Беспалов родился 28 сентября 1912 года в селе Славгород (ныне — Краснопольский район Сумской области Украины) в крестьянской семье. В 1926 году окончил семь классов школы в Сумах, после чего работал слесарем-монтажником в Горьковской области, впоследствии — слесарем-инструментальщиком на 1-м Московском механическом обозном заводе. Работая, одновременно учился на вечерних курсах подготовки к поступлению в военно-морское училище. В 1931—1935 годах учился в Ленинградском военно-морском училище имени Фрунзе. Проходил службу на Тихоокеанском флоте. С 1938 года командовал сторожевым кораблём «Зарница», впоследствии — сторожевым кораблём «Метель». В 1938 году вступил в ВКП(б). Участвовал в боях у озера Хасан.
В 1941—1944 годах Беспалов командовал дивизионом базовых тральщиков, с 1944 года — отрядом кораблей траления. В июне-июле 1945 года капитан 3-го ранга Беспалов возглавлял переход 10 кораблей из военно-морской базы США Колд-Бэй на Аляске во Владивосток. К сентябрю 1945 года капитан 3-го ранга Михаил Беспалов командовал 1-й бригадой сторожевых кораблей Тихоокеанского флота. Отличился во время советско-японской войны, в ходе которой принимал участие во многих операциях. Во время десантной операции по овладению морским портом Сейсин (ныне — Чхонджин, КНДР) Беспалов активно поддерживал атаку десантников огнём корабельной артиллерии.
Указом Президиума Верховного Совета СССР от 14 сентября 1945 года за «мужество и отвагу, проявленные в боях, умелое командование группой кораблей при высадке морского десанта в порту Сейсин» капитан 3-го ранга Михаил Беспалов был удостоен высокого звания Героя Советского Союза с вручением ордена Ленина и медали «Золотая Звезда» за номером 7136.
После окончания войны Беспалов продолжил службу в ВМФ. В 1949 году он окончил Военно-морскую академию, проходил службу на Северном флоте. В 1969 году в звании капитана 1-го ранга был уволен в запас, после чего был преподавателем в Высшей академии Генштаба. Проживал в Москве, умер 27 ноября 1973 года, похоронен на Востряковском кладбище.
Был награждён двумя орденами Ленина, двумя орденами Красного Знамени, орденом Красной Звезды, медалью «За боевые заслуги» почетным знаком «Участника Хасанских боёв» и рядом других медалей. На здании школы в Славгороде, где учился Беспалов, установлена мемориальная доска, в самом селе в честь него названа улица. На Аллее Героев в посёлке Краснополье в память о Герое установлена памятная доска.